# Muhammad VIII (Husajnidzi)
Muhammad VIII (ur. 4 września 1881, zm. 30 września 1962, arab. الأمين باي بن محمد الحبيب) − ostatni bej Tunisu i jedyny król Tunezji, panował od 15 maja 1943 do 25 lipca 1957 roku. Był pierwszą głową niepodległej Tunezji po zrzuceniu francuskiego protektoratu. Zdetronizowany przez Habiba Burgibę, który został prezydentem kraju.

## Życiorys
Urodził się jako syn beja Muhammada VI. Władzę objął, gdy Wolni Francuzi opanowali Tunezję i zdetronizowali jego kuzyna, Muhammada VII, który współpracował z rządem Vichy. Muhammad proklamował niepodległość Tunezji 20 marca 1956 roku, jednocześnie przyjmując tytuł króla tego kraju. Monarchia nie znalazła uznania w oczach Habiba Burgiby, polityka i działacza niepodległościowego, który doprowadził do zamachu stanu i obalenia monarchii. Burgiba zastąpił Straż Pałacową żołnierzami lojalnymi wobec siebie i nałożył na króla areszt domowy, odcinając go jednocześnie od łączności ze światem. Zamach miał miejsce 15 lipca 1957 roku, a dziesięć dni później Zgromadzenie Konstytucyjne wprowadziło republikę.
Muhammad został zesłany do jednej z rezydencji na prowincji, gdzie przebywał pod strażą, jednak po śmierci żony uzyskał pozwolenie na powrót do Tunisu. Nigdy oficjalnie nie zrzekł się praw do tronu.
Zmarł w Tunisie 30 września 1962 roku.